# ストロベリー・スマイル
「ストロベリー・スマイル」（ストロベリー・スマイル）は、1989年2月21日に発売されたチューリップの通算35枚目のシングル。

## 解説
バンドの解散を発表し、最後のアルバムとして制作、当シングルと同日発売されたアルバム『Well』からのシングルカットである（ただし、ミックスやコーラス、音程に微妙な差異はある）。ジャケット写真はアルバムのジャケットと同一ショットである。
アルバムのテーマが「別れ」だったこともあり、この楽曲も同じテーマで制作され、それまでのソリッドな雰囲気ではなく、温かみのある雰囲気に包まれている。

当時、テレビ番組「金曜気分で!」に出演した際には、番組の最後に本楽曲を披露した（ただし、シングル版の音源による口パク）。出演の際にはメンバー4人に加え、レコーディングや前年までのツアーでサポートを務めた小林涼（解散ツアー不参加）、解散ツアーのサポートをした大久保敦夫、姫野達也をバックに、合計7人で出演した。

## 収録曲
編曲：チューリップ
1. ストロベリー・スマイル
  - 作詞・作曲：財津和夫
2. STATION
  - 作詞・作曲：丹野義昭
  - ボーカルは丹野。アルバムに収録されているものと同一テイクである。